# OVO Energy
Ovo Energy (estilitzada OVO Energy) és una empresa de subministrament d’energia amb seu a Bristol, Anglaterra. Va ser fundada per Stephen Fitzpatrick al setembre de l’any 2009, any en el qual va començar a comercialitzar energia, comprant i venent electricitat i gas per abastir a propietats de tot el Regne Unit.
Deu anys després, l'empresa inicia una expansió internacional amb una seu a França i una altra a Barcelona, Espanya, on van iniciar els seus serveis a l’agost de 2019 amb una proposta de valor basada en energia 100% verda.
Al juny de 2017 contava amb una cartera de 680.000 clients, el que suposa un increment de 10.000 respecte l’any anterior i una quota de mercat al Regne Unit del 2,5%. Aquell mateix any, al mes de Novembre de 2018, OVO Energy va adquirir un dels seus principals competidors, Spark Energy. El 14 de febrer de 2019, Mitsubishi Corporation va comprar una participació del 20 per cent d’OVO Energy, valorant l'empresa en 1.000 milions de lliures esterlines.
Tot i que va començar com una de les més de 15 empreses energètiques més petites que competeixen amb les Sis Grans (els principals proveïdors d’energia del Regne Unit) que dominen el mercat, el Setembre de 2019 OVO va anunciar l’adquisició del negoci minorista de SSE per 500 milions de lliures, convertint-se així en una de les Sis Grans del Regne Unit i en el primer proveïdor independent d’electricitat a nivell mundial que adquireix una comercialització històrica (un dels “big 6”).

## Resum
L'empresa obté energia de diferents proveïdors de tot el Regne Unit i d'altres països. Les oficines centrals d’OVO Energy es troben a Bristol. L'empresa és de propietat britànica y compta amb suport privat.
OVO Energy subministra gas i electricitat a clients domèstics des de 2009, i a clients empresarials des de 2013. Aquest sector de l'economia britànica està dominat per una sèrie de grans empreses conegudes com les Sis Grans (British Gas, EDF Energy, E.ON, Npower, Scottish Power, y SSE).

## Electricitat
L'electricitat que subministra OVO Energy prové de diferents fonts, incloent parcs eòlics a Gloucestershire i de la combustió de gas d’abocadors al nord de Gal·les. Les seves dues tarifes inclouen un 50% d’electricitat verda (Ovo Better Energy) i un 100% d’electricitat verda (Ovo Greener Energy).

## Gas
OVO Energy obté el seu gas de la xarxa nacional. La major part del gas del Regne Unit prové del Mar del Nord, la resta prové de Noruega, Europa Continental i alguns altres llocs. El gas s’importa cada vegada més en forma de gas natural liquat (GNL), refredat a uns -165°C i comprimit per facilitar-ne el transport.

## Competència en el mercat de l'energia
L'entrada d’OVO al mercat de subministrament del Regne Unit el 2009 va ser ben rebuda, ja que va augmentar la competència en un mercat que havia estat criticat pels alts preus.
A l'octubre de 2013, el director general d’OVO, Stephen Fitzpatrick es va presentar en un comitè parlamentari especial sobre el canvi climàtic i la comissió d’energia, quan es va demanar a les empreses energètiques que justifiquessin les seves recents pujades dels preus del gas i l'electricitat. Fitzpatrick va explicar al comitè que “el preu a l'engròs del gas s’havia abaratit”, contràriament a les afirmacions dels Sis Grans proveïdors d’energia que mantenien que els preus internacionals del gas i l'electricitat havien augmentat de manera constant.
El novembre de 2018, OVO va adquirir amb èxit un dels seus rivals en problemes, Spark Energy, quan es va anunciar que havia deixat d’operar.
Després del col·lapse d’Economy Energy el gener de 2019, el regulador Ofgem va anunciar que OVO Energy es faria càrrec dels 235.000 clients d’Economy Energy.

## Patrocinis
El 2017, OVO Energy va començar a patrocinar el The Women’s Tour i la Volta a Gran Bretanya, les carreres ciclistes per etapes més llargues que se celebren al Regne Unit.
El març de 2018, OVO va anunciar que començaria a oferir els mateixos premis en metàl·lic a ambdós Tours.